# Radio Mebora
Radio Mebora was een lokale radiozender in Katwijk,  in de Nederlandse provincie Zuid-Holland. De radiozender bestond van 1981 tot 2007.

## Geschiedenis
In 1981 werd gestart met uitzendingen onder de naam 'Radio Londen'. Dit was in een periode waarin er in Nederland erg veel zogenaamde 'etherpiraten' begonnen met uitzenden.
Augustus 1984 werden de uitzendingen voortgezet onder de naam Radio Mebora. Vanaf die tijd kreeg de zender steeds meer een commercieel karakter. Dit was een van de redenen dat men uiteindelijk ruim vijftig keer door de radiocontroledienst uit de lucht werd gehaald. Mede als gevolg hiervan werd besloten in 1991 een poging te doen legaal te gaan zenden, dit bleek uiteindelijk via de lokale omroep van Noordwijk. In de avonduren kon men van 's avonds acht uur tot middernacht programma's brengen.
Het uiteindelijke doel weer terug te komen op de dag uren bleek mogelijk bij de in 1992 opgerichte Rijnsburgse lokale omroep (S.O.R.), met een zogenaamd raamprogramma. Via deze 'constructie' heeft de zender ruim 15 jaar uitgezonden.

## Fusie
In 2005 werd bekend dat de gemeentes Katwijk, Rijnsburg en Valkenburg gingen fuseren. Dit betekende dat de toenmalige Katwijkse Vlok (Vereniging Lokale Omroep Katwijk) moest fuseren met S.O.R./Mebora. In 2007 is uit deze fusie RTV Katwijk ontstaan.